# Brückenhaussee
Der Brückenhaussee ist ein Baggersee im Stadtgebiet von Baunach im Landkreis Bamberg. Er wird auch Baunacher Baggersee genannt.

## Verkehrsanbindung
Es gibt eine asphaltierte Zufahrt, die von der B 279 zwischen Breitengüßbach und Baunach links abzweigt und direkt zum Parkplatz am See führt.

## Größe
Der Brückenhaussee hat eine etwa 4.500 m² große Liegewiese und eine Wasserfläche von etwa 60.000 m² (vor dem Dammbau 65.000 m²). Außerdem gibt es zwei freistehende Duschen, zwei Umkleidekabinen und einen kleinen Sandplatz; zeitweise ist ein Toilettenhaus der Wasserwacht Baunach nutzbar.

## Überwachung
Zuständig für die Überwachung an den Sommerwochenenden ist die BRK-Wasserwacht Baunach, der Parkplatz wird von einem Platzwart gegen Entgelt betreut.

## Wasserqualität
Die Wasserqualität des Sees wird monatlich geprüft. Nach der EU-Einstufung der Badewasserqualität gilt sie als ausgezeichnet. Ein Badegewässerprofil wird erstmals im Herbst 2011 erstellt.

## Dammbau
Zwischen 2007 und 2008 wurde aus Gründen des Vogel- und Gewässerschutzes ein begrünter Damm durch den See angelegt, der den westlichen Teil in ein Laich- und Brutgebiet verwandeln soll.